# Eliseo Antonio Ariotti
Eliseo Antonio Ariotti (né le 17 novembre 1948) est un prélat italien de l'Église catholique qui travaille au service diplomatique du Saint-Siège. Il est nonce apostolique au Paraguay (en) de 2009 à décembre 2023.

## Biographie
Eliseo Antonio Ariotti est né le 17 novembre 1948 à Vailate, province de Crémone, Italie. Il est ordonné prêtre du diocèse de Crémone le 7 mai 1975. 

## Carrière diplomatique
Il entre au service diplomatique du Vatican le 10 mai 1984 et sert en Ouganda (en), en Syrie (en), à Malte, aux États-Unis et à Rome dans les bureaux de la Secrétairerie d'État, suivi d'une affectation en Espagne et de trois ans en France,.
Le 17 juillet 2003, le pape Jean-Paul II le nomme archevêque titulaire de Vibiana (de) et nonce apostolique au Cameroun. Le 5 août 2003, Jean-Paul le nomme également nonce apostolique en Guinée équatoriale (en) Il reçoit sa consécration épiscopale du cardinal Angelo Sodano le 5 octobre dans la cathédrale de Crémone
Le 5 novembre 2009, Benoît XVI le nomme nonce apostolique au Paraguay (en),.
Le 29 décembre 2023, le pape François accepte sa démission après avoir atteint l'âge de la retraite de 75 ans

## Succession apostolique
Eliseo Antonio Ariotti a ordonné les évêques suivants :
- Archevêque Jean Mbarga (2004)